# Вальтер фон Бюлов-Боткамп
Вальтер Куно Райнгольд Густав фон Бюлов-Боткамп (нім. Walter Kuno Reinhold Gustav von Bülow-Bothkamp; 24 квітня 1894, Екернферде, Німецька імперія — 6 січня 1918, Іпр, Бельгія) — німецький льотчик-ас, лейтенант Прусської армії. Кавалер ордена Pour le Mérite.

## Біографія
Представник знатного прусського роду. П'ята дитина і другий син королівського земельного радника Екернферде Кая Фрідірха Густава фон Бюлов-Боткампа (1851–1910) і його дружини Елізабет Анни Фрідеріки, уродженої графині фон Гольштайн (1854–1938).
В 1912 році закінчив гімназію в Плені і вирушив у піврічну подорож Британією та Швейцарією. Після цього почав вивчати право в Гайдельберзькому університеті. Разом зі своїм молодшим братом Конрадом вступив у серпні 1914 року в Брауншвейзький гусарський полк № 17. Учасник боїв в Ельзасі. В 1915 році подав прохання про перехід в авіацію, пройшов підготовку пілота в 5-му запасному льотному дивізіоні у Ганновері і був призначений в 22-й льотний дивізіон, де літав на двомоторних біпланах AEG GII. Учасник боїв в Шампані. В лютому 1916 року направлений в 300-й льотний дивізіон «Паша» в Палестині, здійснював бойові вильоти в районі Суеца. В грудні 1916 року повернувся на Західний фронт  і був зарахований у 18-ту винищувальну ескадрилью. З 10 травня 1917 року — командир 36-ї винищувальної ескадрильї, в якій служив його молодший брат Гаррі. З 13 грудня 1917 року — командир 2-ї винищувальної ескадри «Бельке». 23 грудня 1917 року брав участь у параді перед імператором Вільгельмом. 6 січня 1918 року, здійснюючи бойовий виліт на Albatros D.V 2080/17, був збитий і загинув біля Іпра, на схід від Пассендале. Його літак упав в окопи на лінії фронту.
Всього за час бойових дій збив 28 літаків.

## Нагороди
- Нагрудний знак військового пілота (Пруссія)
- Залізний хрест
  - 2-го класу
  - 1-го класу (жовтень 1915)
- Почесний кубок для переможця у повітряному бою
- Галліполійська зірка (Османська імперія)
- Хрест «За військові заслуги» (Брауншвейг) 2-го класу
- Хрест «За військові заслуги» (Австро-Угорщина) 3-го класу з військовою відзнакою
- Хрест «За військові заслуги» (Мекленбург-Шверін) 2-го класу
- Королівський орден дому Гогенцоллернів, лицарський хрест з мечами
- Pour le Mérite (8 жовтня 1917)
- Військовий орден Святого Генріха, лицарський хрест (7 жовтня 1918, посмертно)